# Autocamping Annín

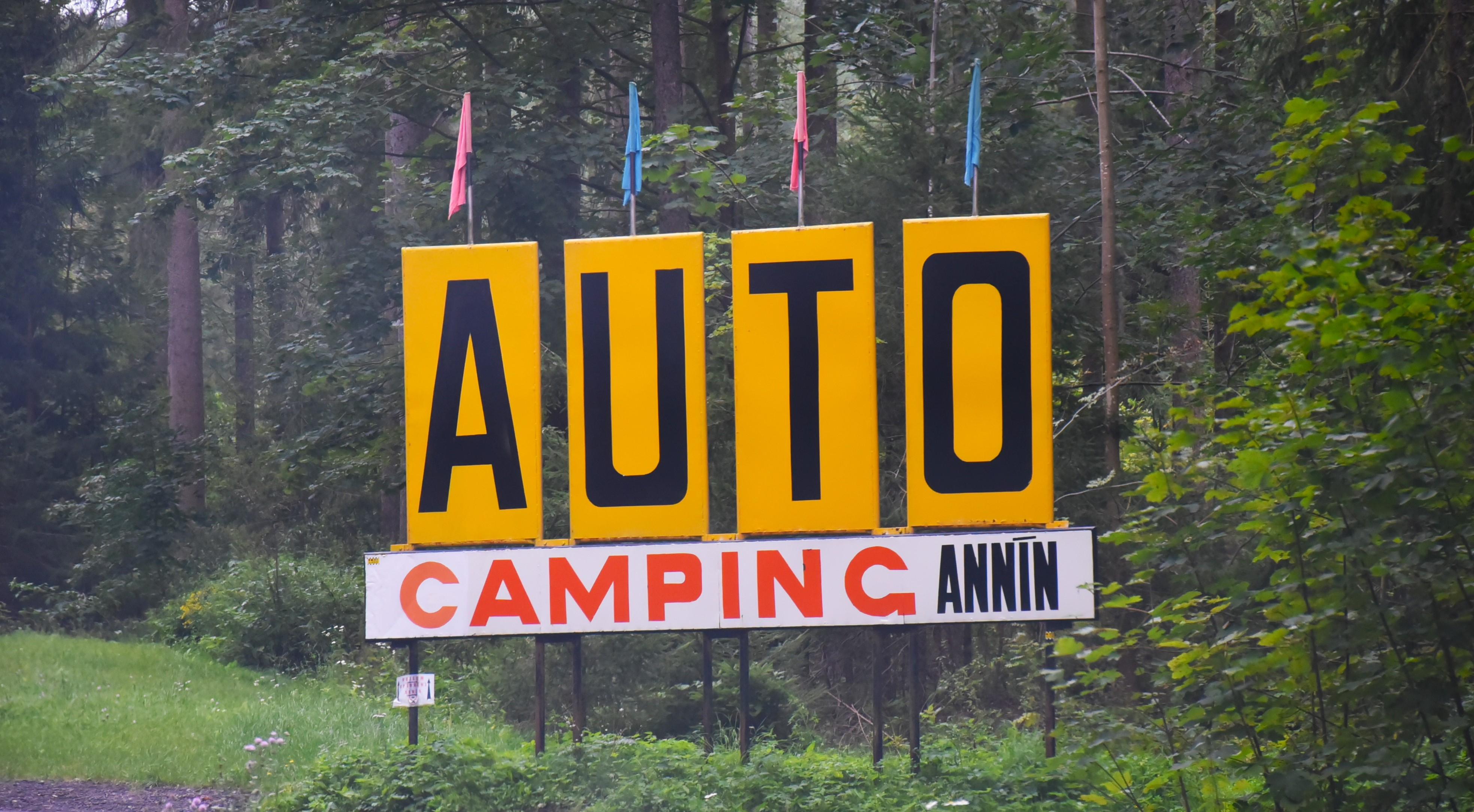
Poutač na odbočce ke kempu Annín

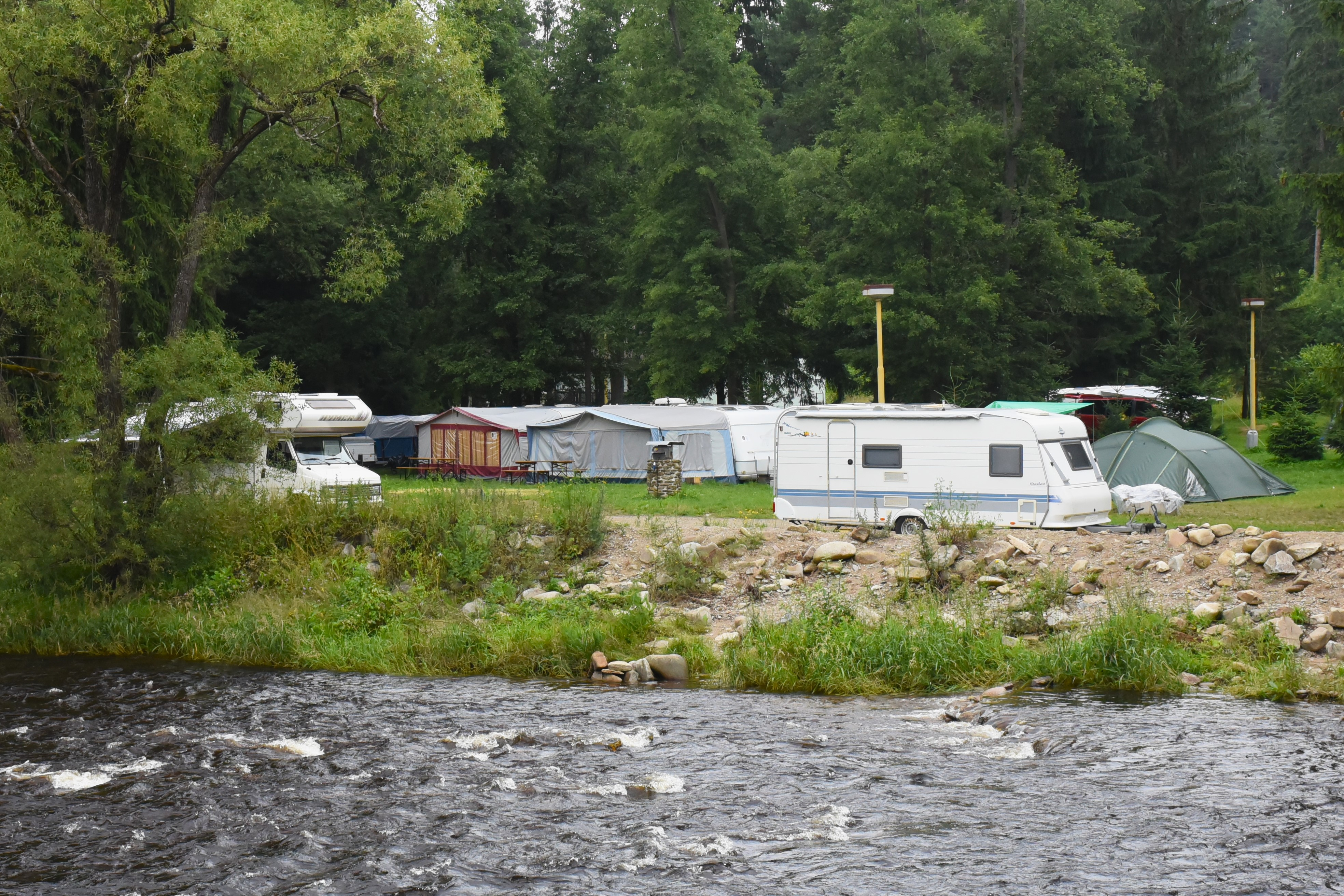
Autocamping Annín – část pro stany a karavany u řeky Otavy

Autocamping Annín, nacházející se u řeky Otavy, na protilehlém břehu od vesnice Annín, 6 km jižně od města Sušice v okrese Klatovy, je prvním autocampingem založeným v Československu (1960).

## Vznik kempu, vybavení
Autokemp byl založen v roce 1960 Svazarmem, v roce 1964 jej převzalo lidové spotřební družstvo Jednota (od roku 1992 transformováno do ZKD Sušice – Západočeské konzumní družstvo Sušice). 
Byl vybaven postupně dřevěnými chatkami a umožňoval také stanování a bydlení ve vlastních karavanech. V kempu byla vystavěna restaurace a lávka přes řeku na levý břeh Otavy. Zde pak v 70. letech vzniklo koupaliště ve tvaru ledviny a kiosek, a to podle návrhu architekta Karla Houry.  V kiosku byla restaurace a malý obchod.

## Po roce 1989
V polovině 90. let družstvo pověřilo provozováním autokempu rodinu pana Josefa a Jitky Burešových. 
V kempu je restaurace pro cca 90 hostů uvnitř a 80 hostů na terase, cca 160 míst pro stany a karavany, dále různé typy chat, bungalovy a sruby pro celkem 220 osob. Některé z nich mají vlastní sociální zařízení, pro zbývající slouží sociální zázemí v kempu, včetně WC, umýváren a sprch. 

## Galerie

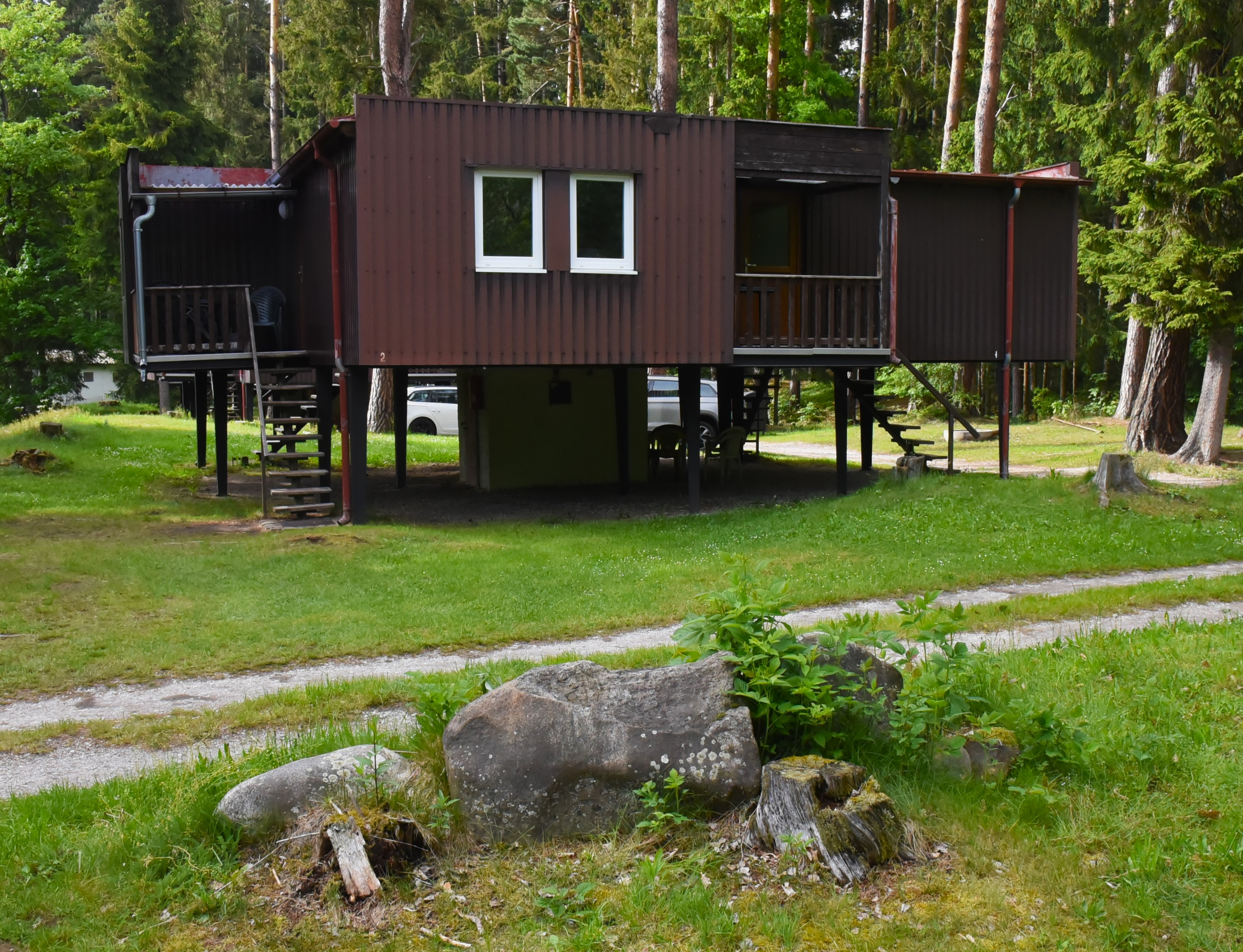
Bungalovy v campu
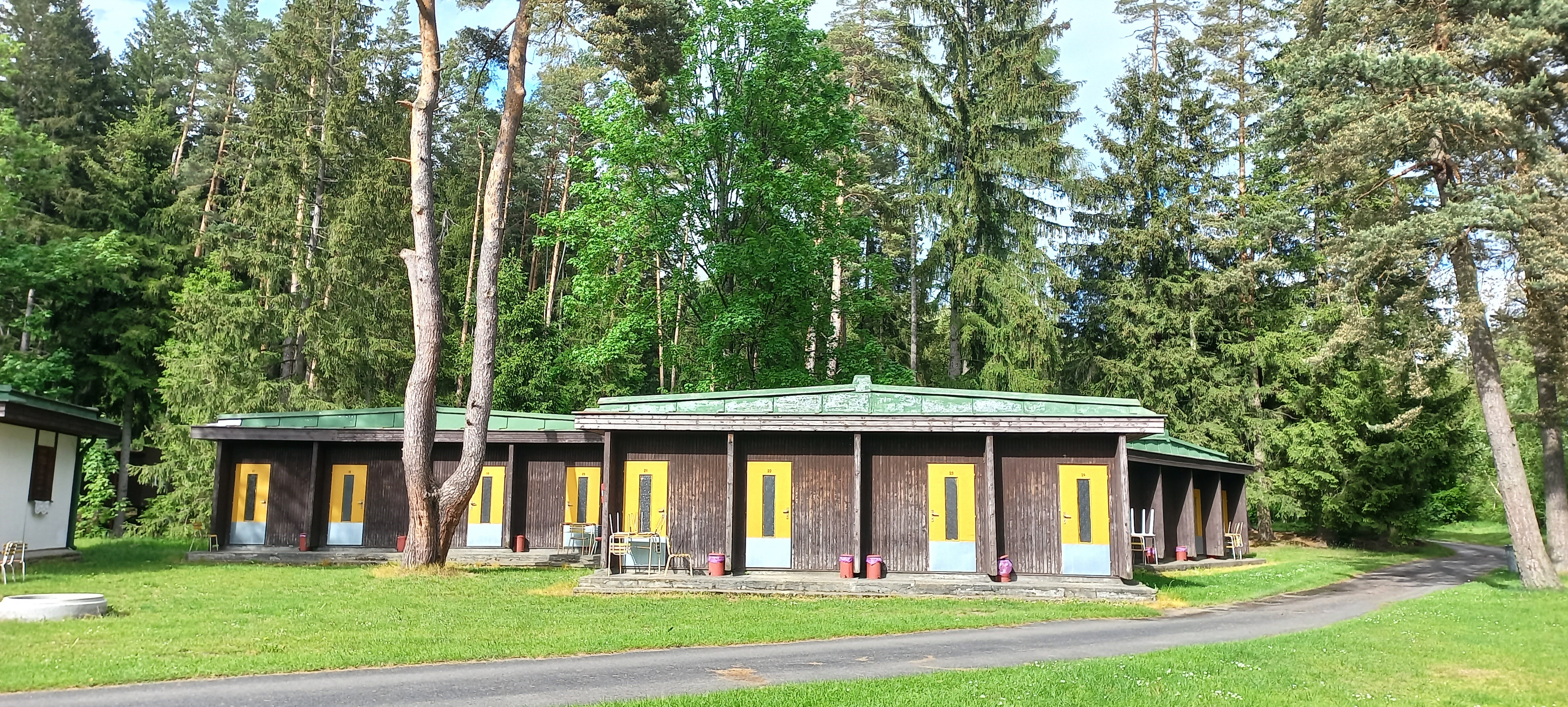
Chatičky v campu
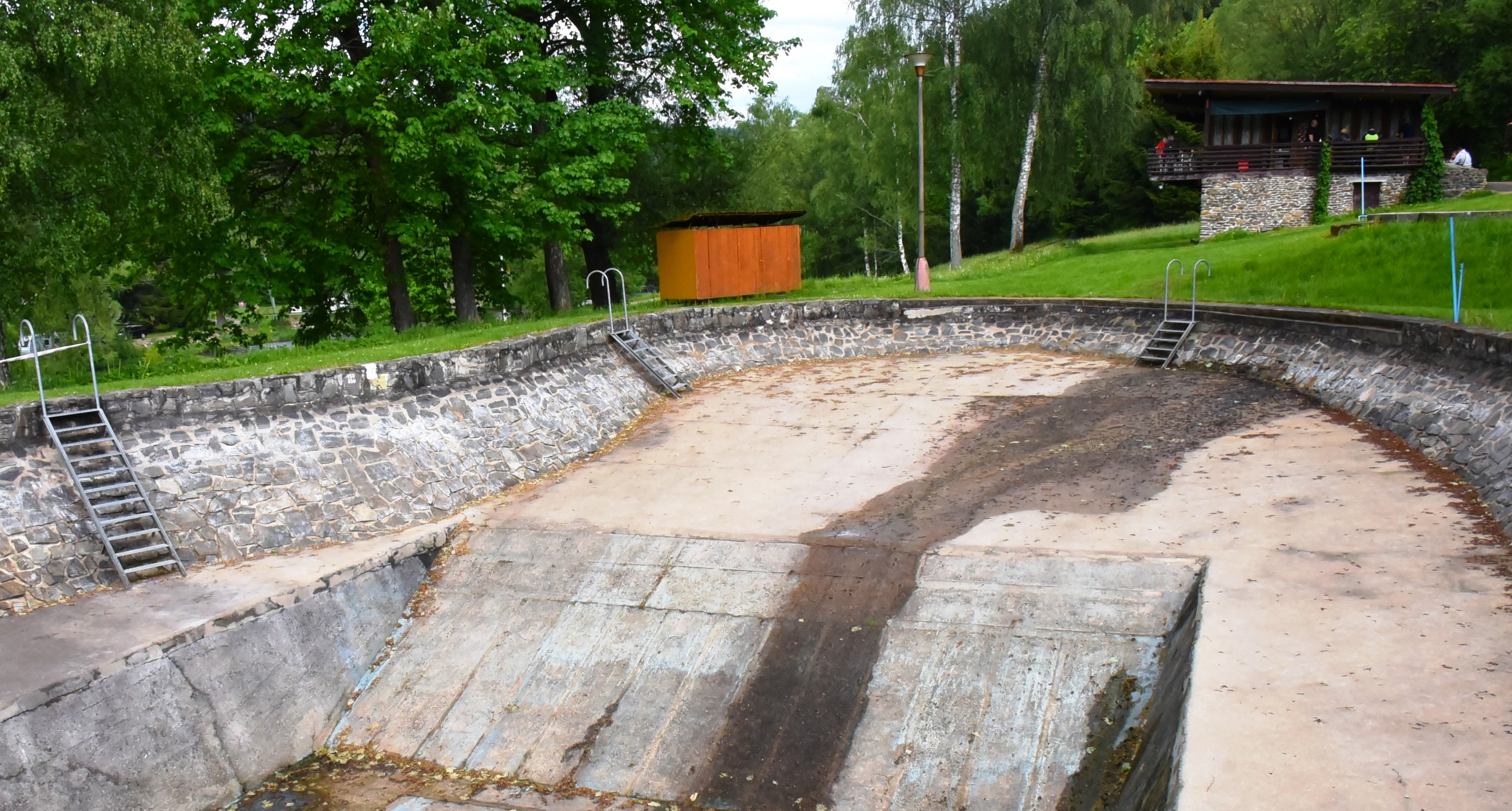
Kiosek s občerstvením a bazén (v údržbě)
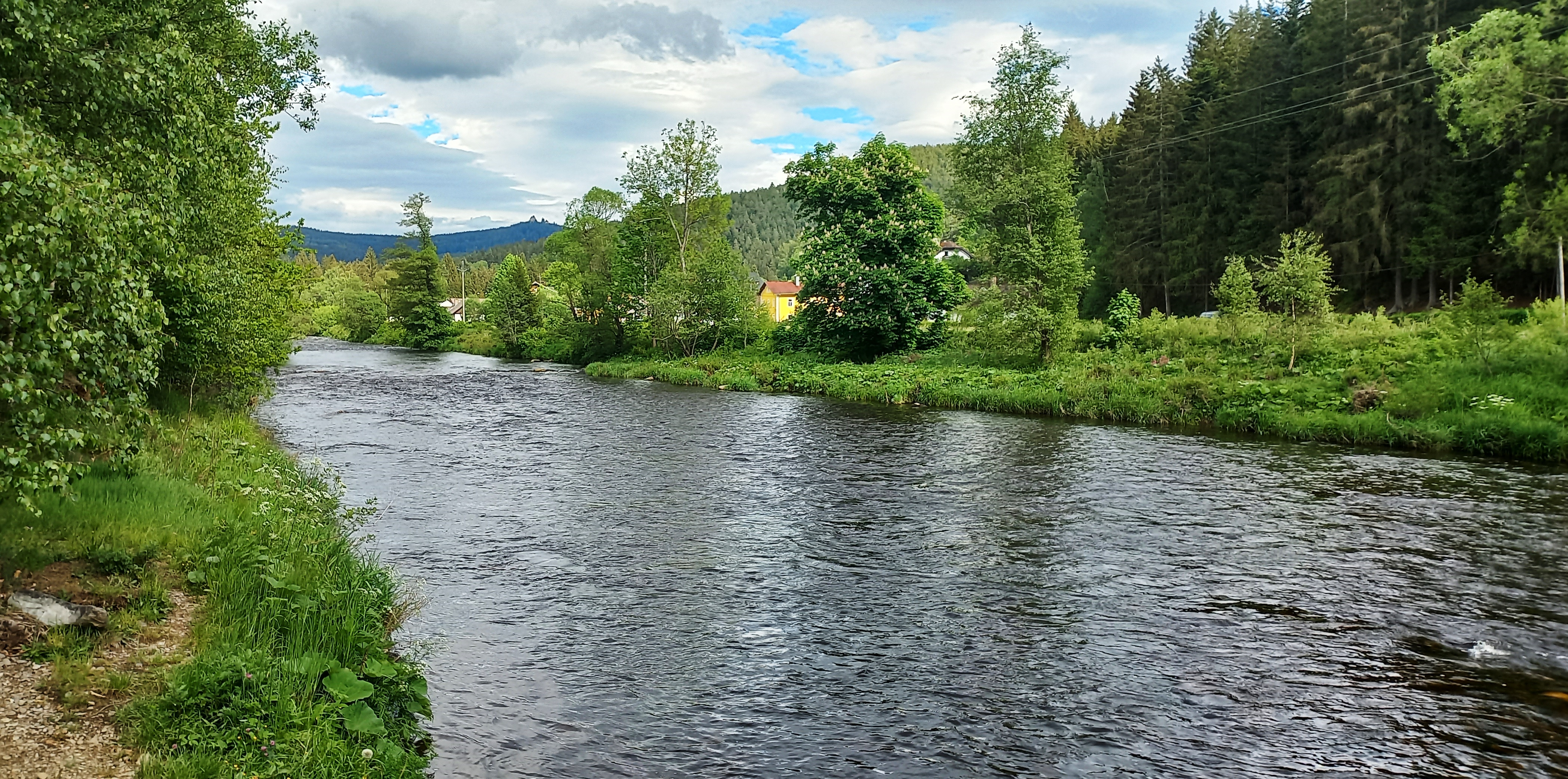
Řeka Otava u autocampingu Annín